# Dayton Township (Missouri)
Dayton Township est un township du comté de Cass dans le Missouri, aux États-Unis,. Le township est initialement baptisé Page Township. Le nom actuel fait référence à Dayton (en).

## Source de la traduction
- (en) Cet article est partiellement ou en totalité issu de l’article de Wikipédia en anglais intitulé « Dayton Township, Cass County, Missouri » (voir la liste des auteurs).